# 農業地質學
農業地質學(英語：Agricultural geology)是地質學的一個分支，主要是研究一些可耕作土壤和肥料的成分，對於農業和園藝非常重要。至於專門研究農業地質學的人叫農業地質學家。

## 外部連結
- Rocks for Crops book（英文）
- Project Site（英文）